# Pressão magnética
Pressão magnética é uma densidade de energia associada a um campo magnético. Qualquer campo magnético possui uma pressão magnética associada, contida pelas condições limitantes do campo. Ela é idêntica a qualquer outra pressão física, exceto pelo fato de que ela é exercida por um campo magnético em lugar de (no caso de um gás) pela energia cinética das moléculas do gás. Um gradiente na intensidade do campo provoca uma força devida ao gradiente de pressão magnética, chamada força de pressão magnética.
A força de pressão magnética é prontamente observada em uma alça de um fio não suportada. Se uma corrente elétrica passa pela alça, o fio atua como um eletroímã, de modo que a intensidade do campo magnético dentro da alça é muito maior do que fora dela. Este gradiente na intensidade do campo dá origem a uma força de pressão magnética que tende a tensionar o fio uniformemente para fora. Se a corrente no fio for suficiente, a alça vai formar um círculo. Em correntes ainda maiores, a pressão magnética pode criar tensões de tração que excedam a resistência à tração do fio, levando à sua ruptura, ou até mesmo à sua fragmentação explosiva. Portanto, a gestão da pressão magnética é um desafio significativo no projeto de eletroímãs ultrafortes.
A força (em unidades CGS) F exercida em uma bobina pela sua própria corrente é:
{\displaystyle \mathbf {F} ={\dfrac {I^{2}}{c^{2}R}}\left[\ln \left({\dfrac {8R}{a}}\right)-1+Y\right]}
Onde Y é a indutância interna da bobina, definida pela distribuição da corrente. Y é zero para correntes de alta frequência, transportadas principalmente pela superfície externa do condutor, e 0,25 para corrente contínua, distribuída igualmente pelo condutor.
A ação recíproca entre a pressão magnética e a pressão normal do gás é importante para a magnetoidrodinâmica e a física do plasma. A pressão magnética também pode ser usada para propelir projéteis; este é o princípio operacional do canhão elétrico.
Se quaisquer correntes presentes são paralelas ao campo magnético, as linhas do campo seguem formas em que o gradiente de pressão magnética é equilibrado pela tensão magnética. Esta configuração de campo é chamada de força zero, porque não há força de Lorentz ({\displaystyle j\times B=0}). O familiar campo magnético potencial é um caso especial de um campo de força zero: configurações do campo potencial ocupam espaços que não contêm nenhuma corrente elétrica.
A pressão magnética {\displaystyle P_{B}} é dada em unidades SI (P em Pa, B em T, μ0 em H/m) por
{\displaystyle P_{B}={\frac {B^{2}}{2\mu _{0}}}}
E em unidades CGS (P em dyn/cm², B em G) por
{\displaystyle P_{B}={\frac {B^{2}}{8\pi }}}.
Em unidades práticas,
{\displaystyle P_{B}\mathrm {[bar]} =\left({\frac {B\mathrm {[T]} }{0.501}}\right)^{2}.}